# Wachtang Pancchawa
Wachtang Pancchawa (gruz. ვახტანგ პანცხავა; ur. 13 października 1989 w Ckaltubo) – gruziński piłkarz, grający na pozycji napastnika.

## Kariera piłkarska

### Kariera klubowa
Wychowanek Szkoły Piłkarskiej Gagra Tbilisi. W 2007 został zaproszony do francuskiego klubu Le Mans Union Club 72. Nie potrafił przebić się do podstawowej jedenastki, występował przeważnie w drużynie rezerwowej. Latem 2009 został wypożyczony do Metalista Charków.

### Kariera reprezentacyjna
Jest zawodnikiem reprezentacji Gruzji U-21, w której rozegrał 15 gier reprezentacyjnych, strzelił 9 goli.